# MHC Deurne
MHC Deurne is een Nederlandse hockeyclub uit de Noord-Brabantse plaats Deurne.
De club werd opgericht op 14 mei 1941 en speelt op Sportpark Kranenmortel waar ook een tennis- en voetbalvereniging zijn gevestigd. In het seizoen 2019/2020 komt zowel het eerste damesteam als het eerste herenteam uit in de Vierde klasse van de KNHB.
In oktober 2020 werd besloten to renovatie van de toplaag van het hoofdveld na een stevig debat in de gemeenteraad van Deurne.